# Бротон, Эйлвин, 3-й барон Фэрхейвен
Эйлвин Генри Джордж Бротон, 3-й барон Фэрхейвен (англ. Ailwyn Henry George Broughton, 3rd Baron Fairhaven; род. 16 ноября 1936) — британский пэр и наездник.

## Ранняя жизнь
Родился 16 ноября 1936 года. Единственный сын достопочтенного Генри Роджерса Бротона, 2-го барона Фэрхейвена (1900—1973), и достопочтенной Дианы Розамонд Феллоуз (1907—1937). Его дедом по материнской линии был Коулсон Черчилль Феллоуз (1883—1915), старший сын Уильяма Феллоуза, 2-го барона де Рамси (1848—1925).
Образование получил в Итонском колледже и в Королевской военной академии в Сандхерсте.

## Карьера
2 августа 1957 года он был зачислен в Королевскую конную гвардию и служил в полку до выхода на пенсию в звании майора в 1971 году. В 1970 году он был посвящен в рыцари ордена Белой Розы Финляндии. В 1973 году он был заместителем лейтенанта Кембриджшира и острова Эли, а 6 апреля 1973 года сменил своего отца на посту барона Фэрхейвена и занял свое место в Палате лордов как консерватор.
В 1975 году лорд Фэрхейвен был мировым судьей в Кембриджшире, а с 1977 по 1984 год он занимал должность вице-лорда-лейтенанта Кембриджшира. С 1985 по 1989 год лорд Фэрхейвен был старшим стюардом Жокейского клуба. В 1992 году он был произведен в рыцари ордена Святого Иоанна Иерусалимского.

## Личная жизнь
23 сентября 1960 года Эйлвин Бротон женился на Кэтлин Патриции Мэгилл, старшей дочери полковника Джеймса Генри Мэгилла. У них было шестеро детей, в том числе:
- Достопочтенная Диана Кара Бротон (род. 28 августа 1961), которая в 1983 году вышла замуж за Доминика Торнтона (род. 1960), старшего сына Брайана Торнтона, в 1983 году. Они развелись в 1990 году. Её вторым мужем в 1992 году стал капитан Алан Броди Хендерсон (род. 1933) в 1992 году, внук сэра Чарльза Мэддена, 1-го баронета[6].
- Достопочтенный Джеймс Генри Эйлвин Бротон (род. 25 мая 1963), который в 1990 году женился на Саре Оливии Крейтон, дочери Гарольда Крейтона[6]
- Достопочтенная Мелани Фрэнсис Бротон (род. 23 августа 1966), которая в 1989 году вышла замуж за Мэтью Эрика Смита (род. 1960), старшего сына доктора Марка Эрика Смита. Они развелись в 1992 году, и она снова вышла замуж за Эндрю Эдгара в 1994 году. Они развелись в 2002 году[6].
- Достопочтенный Хаттлстон Руперт Бротон (16 мая 1970—2000)[6]
- Достопочтенный Чарльз Леандер Бротон (род. 12 июля 1973), который в 1999 году женился на Николе Гоггс[6].
- Достопочтенный Генри Роберт Бротон (род. 2 октября 1978), который в 2015 году женился на Анджеле Хэмпшир[6].

Наследник лорда Фэрхейвена — его старший сын, майор Джеймс Генри Эйлвин Бротон.